# Northern Boulevard (línea Queens Boulevard)
Northern Boulevard es una estación en la línea Queens Boulevard del Metro de Nueva York de la División B del Independent Subway System (IND). La estación se encuentra localizada en Woodside, Queens entre Northern Boulevard y Broadway. La estación es servida en varios horarios por diferentes trenes del servicio ,  y .

## Enlaces externos

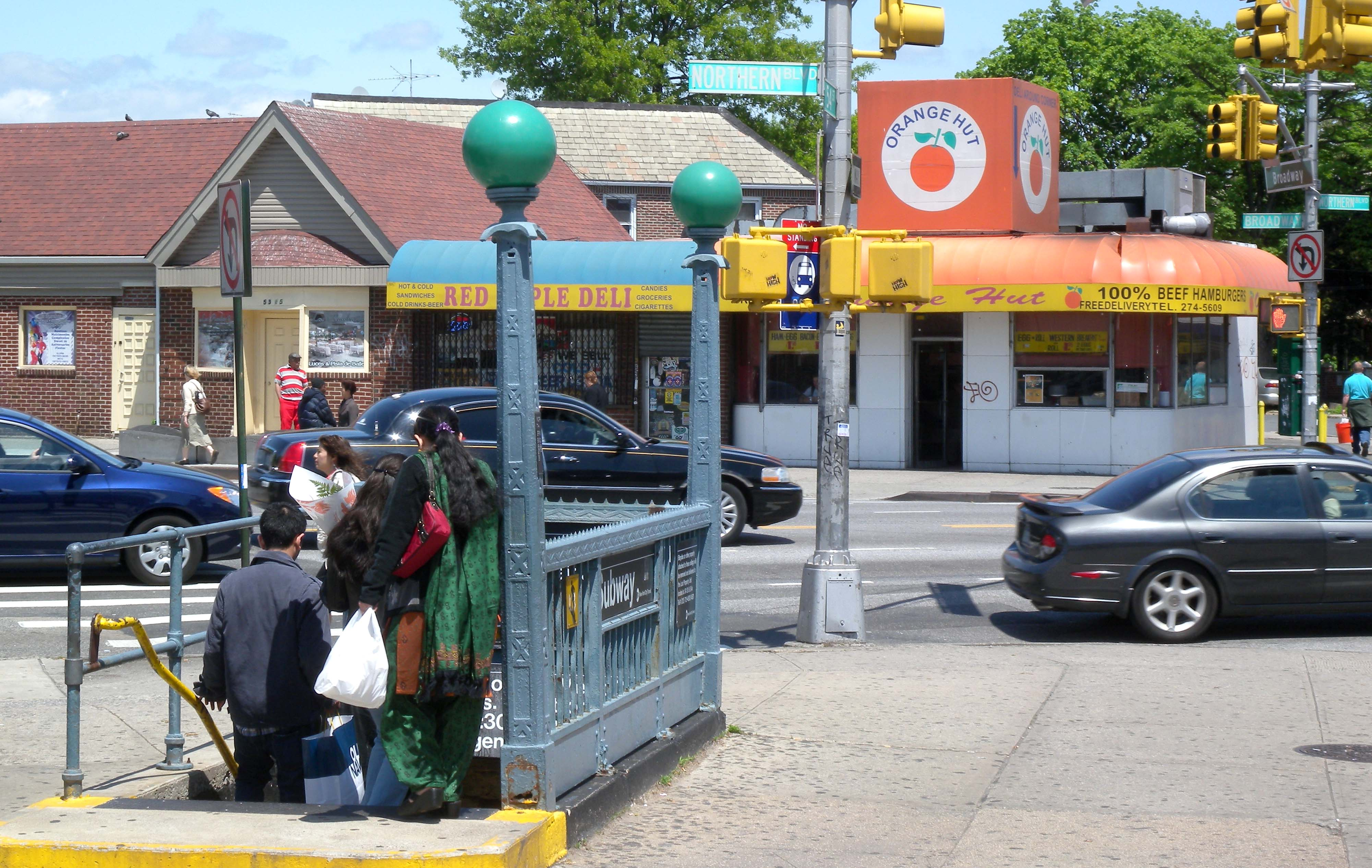
Lado sur de Northern Blvd